# Colpognathus miyakae
Colpognathus miyakae är en stekelart som beskrevs av Matsumura 1911. Colpognathus miyakae ingår i släktet Colpognathus och familjen brokparasitsteklar. Inga underarter finns listade i Catalogue of Life.